# Виэ (буква)
Виэ  (ჳ, груз. ჳე) — двадцать вторая буква классического грузинского алфавита.

## Использование
В грузинском языке обозначала звук [uɪ], была исключена из алфавита Обществом по распространению грамотности среди грузин и заменена сочетанием ვი. Числовое значение в изопсефии — 400 (четыреста).
Ранее использовалась в абхазском (1937—1954) и осетинском (1938—1954) алфавитах на основе грузинского письма, после их перевода на кириллицу в абхазском была заменена на ҩ, а в осетинском — на у.
В системах романизации грузинского письма передаётся как w (ISO 9984, ALA-LC).

## Написание
| Асомтаврули | Нусхури | Мхедрули |
| ----------- | ------- | -------- |
|             |         |          |

## Кодировка
Виэ асомтаврули и виэ мхедрули включены в стандарт Юникод начиная с самой первой его версии (1.0.0) в блоке «Грузинское письмо» (англ. Georgian) под шестнадцатеричными кодами U+10C3 и U+10F3 соответственно.
Виэ нусхури была добавлена в Юникод в версии 4.1 в блок «Дополнение к грузинскому письму» (англ. Georgian Supplement) под шестнадцатеричным кодом U+2D23; до этого она была унифицирована с виэ мхедрули.
Виэ мтаврули была включена в Юникод в версии 11.0 в блок «Расширенное грузинское письмо» (англ. Georgian Extended) под шестнадцатеричным кодом U+1CB3.